# إدارة المخلفات في سويسرا

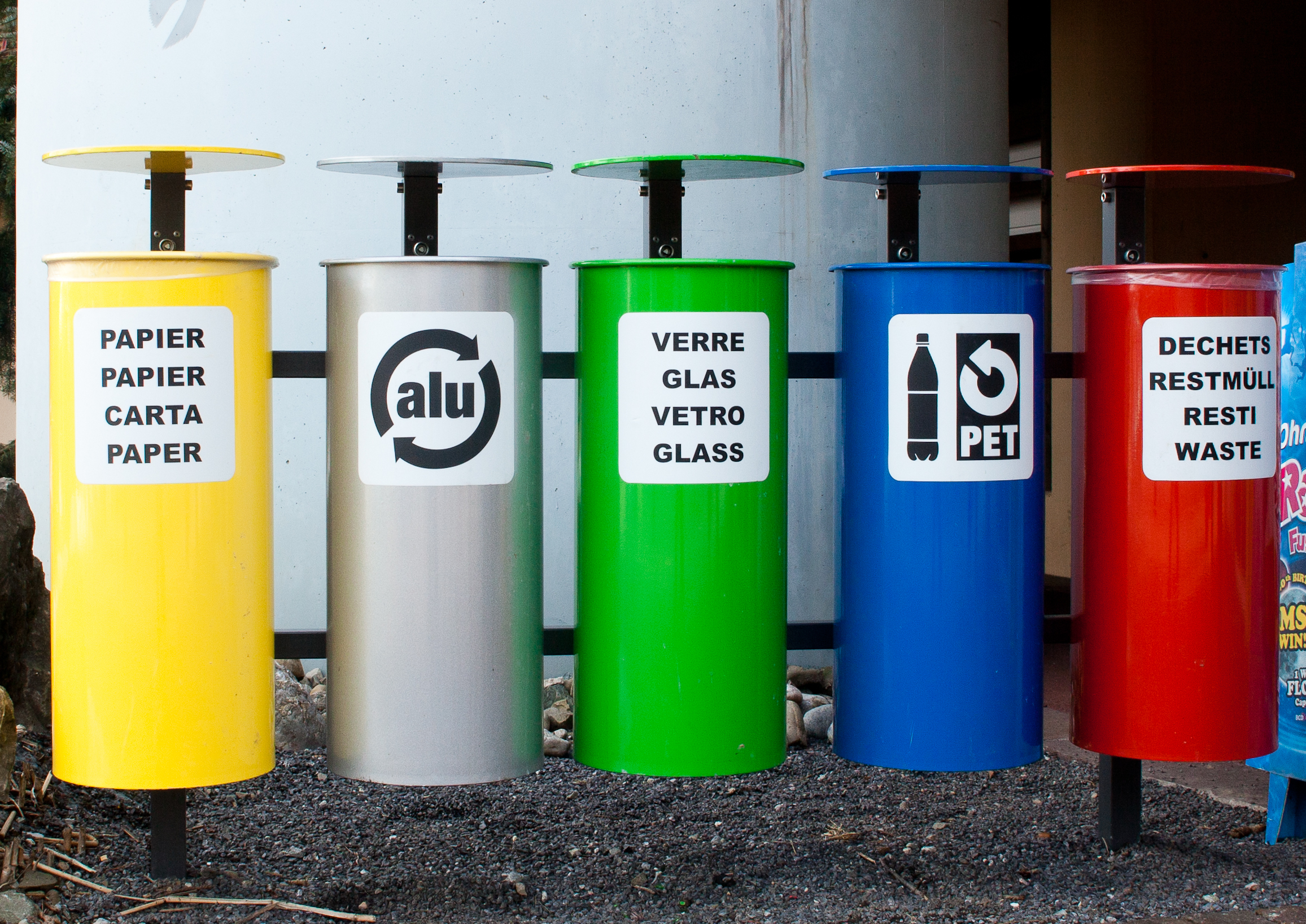
حاويات لجمع النفايات حسب نوعها (ورق، ألمينيوم، زجاج، زجاجات البولي إيثيلين تريفثاليت، المخلفات القابلة للحرق)

تعتمد إدارة المخلفات في سويسرا على مبدأ المُلوث يدفع. تخضع أكياس القمامة لضرائب برامج الدفع أثناء الرمي في ثلاثة أرباع الكميونات، وتضاعف معدل إعادة التدوير في عشرين عامًا. يتجاوز معدل إعادة تدوير النفايات الصلبة المنزلية 50% (بهدف أن تصل إلى 60% في عام 2020).
تُعد سويسرا من بين أكبر منتجي النفايات في أوروبا (730 كيلو غرامًا من النفايات للفرد في عام 2014)، على الرغم من امتلاكها معدل إعادة تدوير يبلغ 54%، والذي يُعد أعلى من المتوسط الأوروبي البالغ 28% (2015). في عام 2009، أُعيد تدوير 2,801,285 طنًا من نفايات المنازل والشركات الصغيرة وحُرق 2,680,359 طنًا من النفايات البلدية.

## إعادة التدوير
يُعاد تدوير مواد النفايات المنزلية الشائعة التالية في سويسرا: علب الألومنيوم والقصدير، والبطاريات القديمة، والمصابيح الكهربائية، والزجاج، والورق، والزجاجات المصنوعة من البولي إيثيلين تريفثاليت، والمنسوجات، والمعدات الكهربائية والإلكترونية، وغيرها. يجري التخلص من النفايات القابلة لإعادة التدوير مجانًا في الغالب، على الرغم من أنها لا تُدار دائمًا بطريقة الجمع من باب إلى باب. يجب إحضار بعض النفايات إلى أماكن التجميع (مثل الزجاج والمعادن والمنسوجات)، وبعضها يُجمع في محلات السوبر ماركت أو متاجر البيع بالتجزئة (مثل البطاريات والزجاجات المصنوعة من البولي إيثيلين تريفثاليت والمعدات الكهربائية والإلكترونية القديمة).
فيما يلي المنظمات السويسرية السبع لإعادة التدوير: فيرّو - ريسايكلنغ (علب الصب)، وإيغورا (الألومنيوم المنزلي)، وإنوبات (البطاريات المنزلية)، وبيت - ريسايكلنغ سويتزرلاند (الزجاجات المصنوعة من البولي إيثيلين تريفثاليت)، ومؤسسة سينس (المعدات الكهربائية والإلكترونية)، ومنظمتي تيكس إيد (المنسوجات) و فيترو سويس (الزجاج) المتحدتين في المنظمة السويسرية لإعادة التدوير.
«تستغل هذه الجمعية التواصل التعاوني القائم بين منظمات إعادة التدوير الفردية، وذلك من خلال توفير منصة مشتركة لنشر المعلومات المُجمعة بشكل منفصل وبالتالي إجراء إعادة التدوير المناسبة للمواد. تُعد استقلالية الجمعية وخبرتها السبب في كونها جهة اتصال رئيسية للهيئات الرسمية والسياسيين وتجار البيع بالتجزئة والمؤسسات في جميع أنحاء سويسرا بشأن جميع القضايا المتعلقة بإعادة التدوير».

### معدلات إعادة التدوير الفردية
وصلت معدلات إعادة التدوير للمواد القابلة لإعادة التدوير الفردية في عام 2006 إلى متوسط بلغ 76% من جميع المواد القابلة لإعادة التدوير التي يُعاد تدويرها حاليًا، جاوز هذا بفارق ضئيل هدف الحكومة السويسرية البالغ 75%، ما يعني أنه في الوقت الحالي لن تُدخل ضريبة إعادة التدوير على قارورات الزجاج والجرات، والملابس والمنسوجات، والزجاجات البلاستيكية، وبطاريات الاستخدام المنزلي، والمصابيح الكهربائية أو السلع الورقية والبطاقات.

## حرق النفايات
بدأ لزوم حرق جميع النفايات غير القابلة لإعادة التدوير منذ تطبيق حظر الطمر في مكبات نفايات في سويسرا في 1 يناير عام 2000. تخلصت سويسرا من 30 منشأة حرق نفايات صلبة بلدية (نوفمبر 2018).